# Chòi mòi
Chòi mòi hay chu mòi, châm mòi, chua mòi, chóp mòi, mà ca, xô con (danh pháp: Antidesma ghaesembilla) là một loài thực vật có hoa trong họ Diệp hạ châu. Loài này được Gaertn. mô tả khoa học đầu tiên năm 1788.

## Hình ảnh

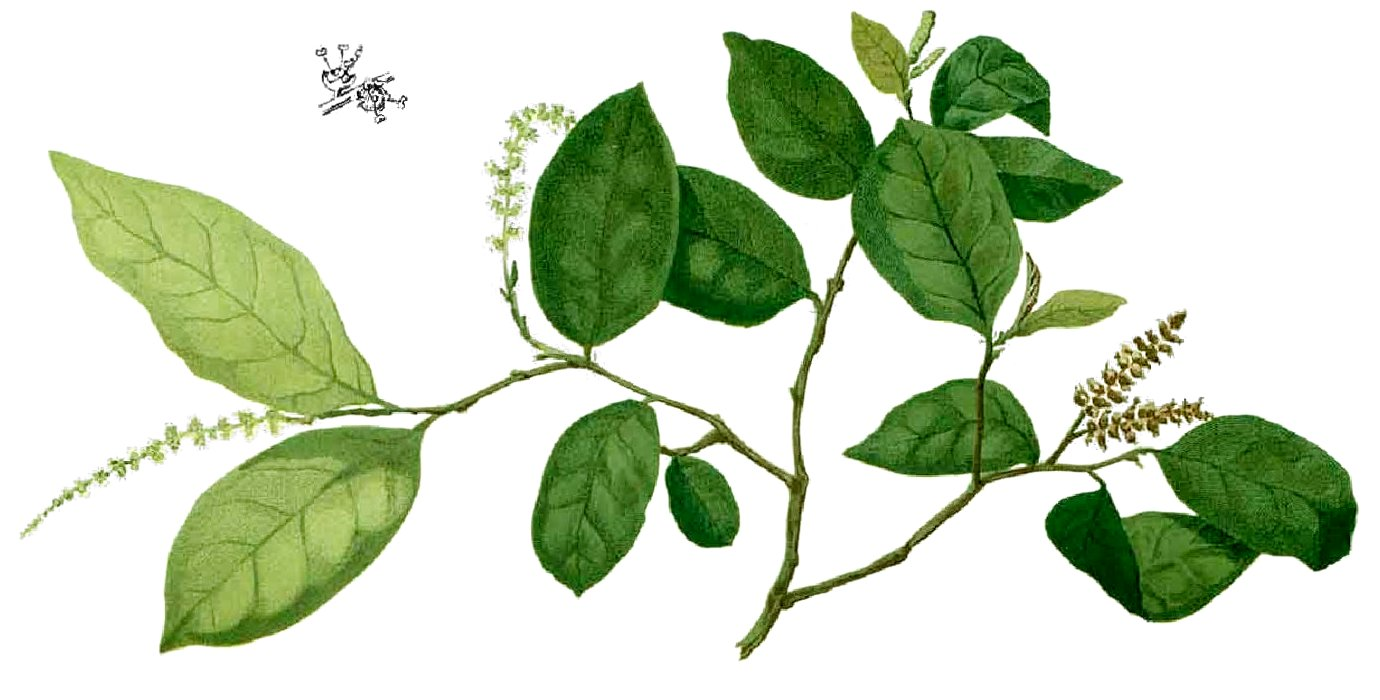
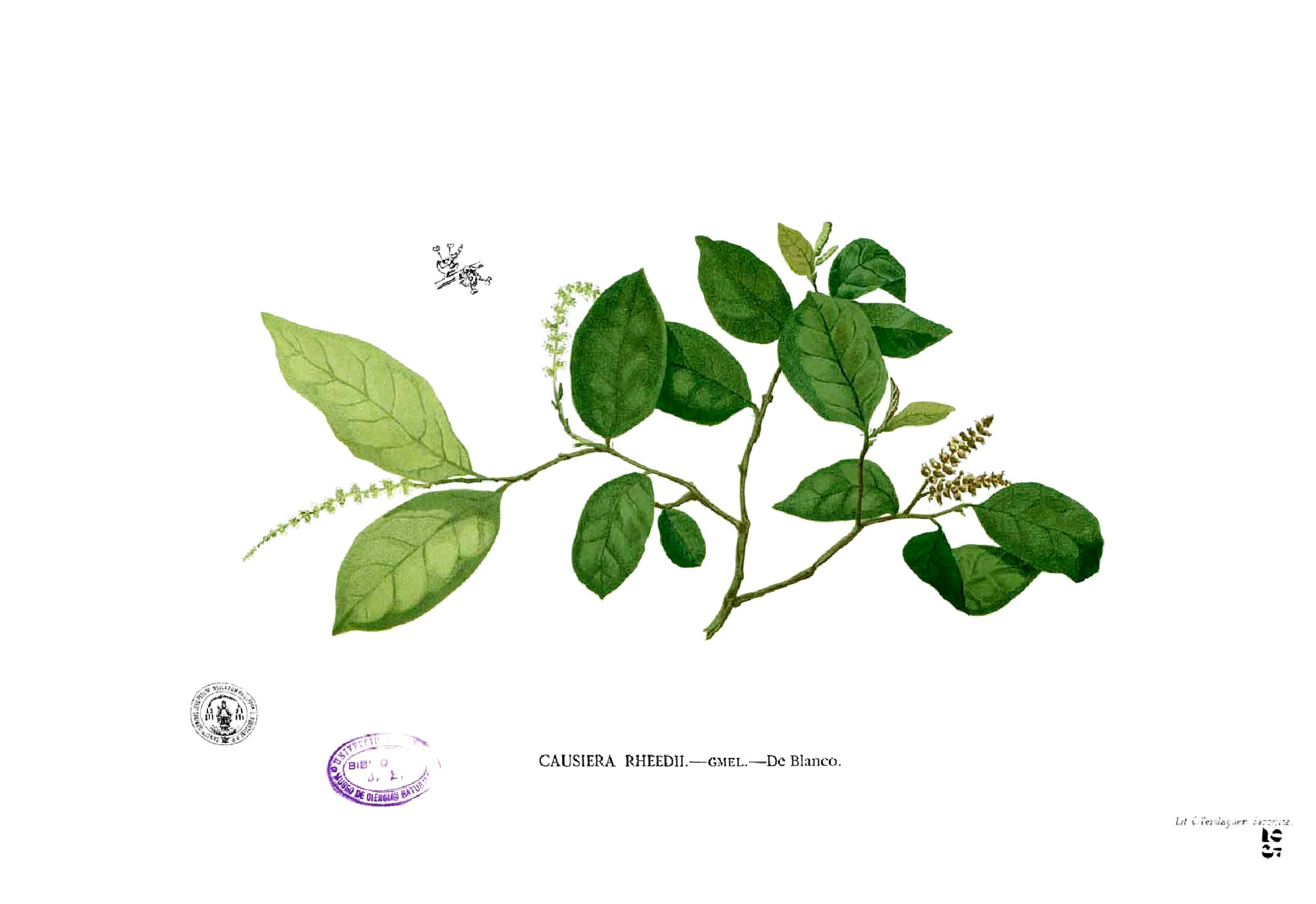
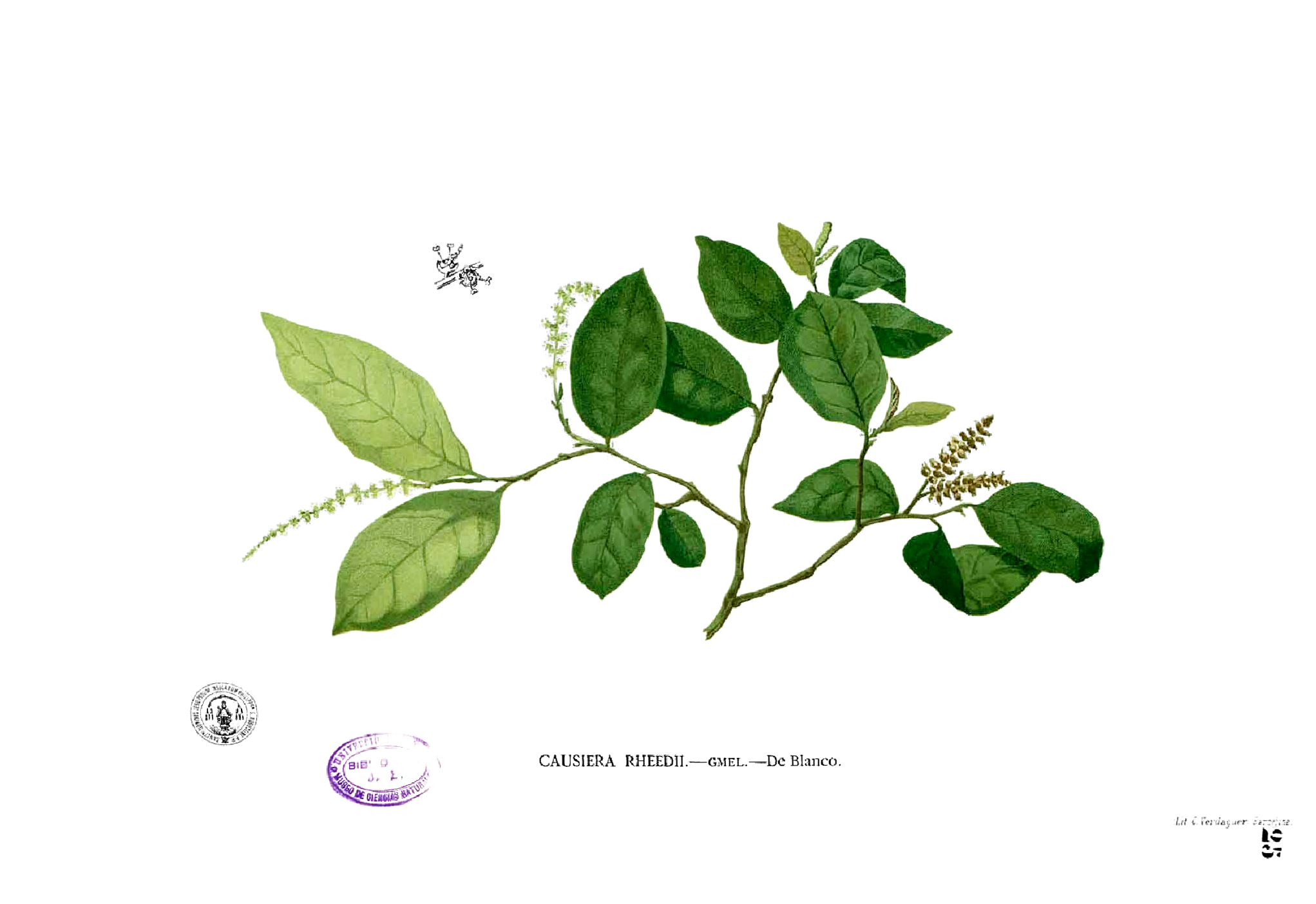
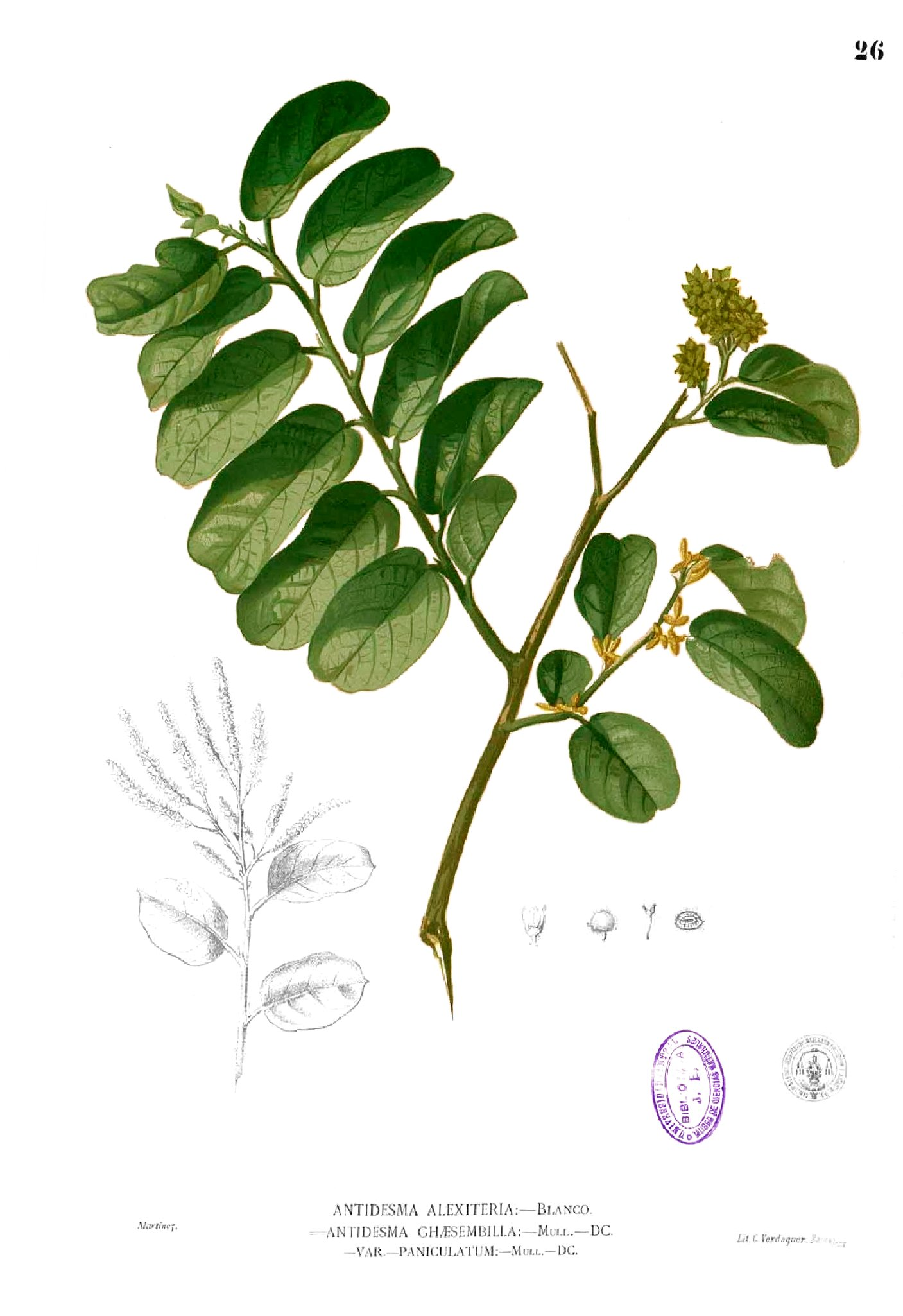